# Stanton Macdonald-Wright
Stanton Macdonald-Wright (Charlottesville, 8 luglio 1890 – Pacific Palisades, 22 agosto 1973) è stato un pittore statunitense fondatore insieme a Morgan Russell del sincromismo.

## Biografia
I suoi genitori furono Archibald Davenport Wright ed Annie Van Vranken.
Studiò pittura a Los Angeles, andando poi a Parigi, dove visse dal 1907 al 1916, frequentando l'Académie Julian e la Sorbona. Dopo la morte del padre, tornò negli Stati Uniti e fondò, insieme a Morgan Russell, il movimento artistico detto sincromismo che molto doveva alla pittura di Robert Delaunay (Concezione. Sincromia, 1915 e Orientale. Sincromia in blu verde, 1918). A Los Angeles, fu direttore dell'Art Students League, interessandosi anche di cinema sperimentale a colori. 
Dopo aver vissuto in Giappone, dal 1942 al 1954 fu docente di arte orientale alla University of California. Wright parlava inglese, francese, spagnolo italiano, tedesco e cinese.
Era il fratello del critico e scrittore Willard Huntington Wright, noto con lo pseudonimo di S. S. Van Dine.